# Malacosaccus floricomatus
Malacosaccus floricomatus är en svampdjursart som beskrevs av Topsent 1901. Malacosaccus floricomatus ingår i släktet Malacosaccus och familjen Euplectellidae. Inga underarter finns listade i Catalogue of Life.